# Cristóbal de Molina el cuzqueño
Cristóbal de Molina (Baeza, 1529 – Perù, 1585) è stato un religioso e cronista spagnolo, che visse buona parte della sua vita tra gli Inca del Perù.
Arrivato probabilmente a Cuzco nel 1556 fu soprannominato el cuzqueño (per non confonderlo con l'omonimo e contemporaneo detto el almagrista), fu parroco di Nuestra Senora de los Remedios dell'Ospedale per Indigeni di Cuzco, è autore delle Fábulas y ritos de los Incas (Leggende e riti degli Incas) nel 1573/74.

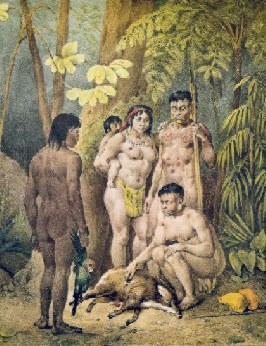
Indios

## Biografia
Prima della conquista spagnola esisteva una ricca e variegata letteratura orale nell'area dell'Impero Inca. Alcuni saggi di poesia religiosa, narrazioni e leggende quechuas sono giunte fin noi grazie alle trascrizioni di alcuni cronisti, primo fra tutti Cristóbal de Molina.
(Sir Clements R. Markham)

## Opere
- "Cristóbal de Molina, Leggende e riti degli Incas" (Cuzco 1574) a cura di Mario Polia, Il Cerchio, Rimini 1993